# Liste der Baudenkmäler im Wuppertaler Wohnquartier Zoo (K–Z)
Die Liste der Baudenkmäler im Wuppertaler Wohnquartier Zoo (K–Z) enthält die denkmalgeschützten Bauwerke auf dem Gebiet von Wuppertal-Zoo in Nordrhein-Westfalen (Stand: November 2011). Diese Baudenkmäler sind in der Denkmalliste der Stadt Wuppertal eingetragen; Grundlage für die Aufnahme ist das Denkmalschutzgesetz Nordrhein-Westfalen (DSchG NRW).

## Auszug aus der Denkmalliste

### Eingetragene Baudenkmäler
| Bild           | Bezeichnung             | Lage                              | Beschreibung                                                               | Bauzeit                               | Eingetragen seit   | Denkmal- nummer |
| -------------- | ----------------------- | --------------------------------- | -------------------------------------------------------------------------- | ------------------------------------- | ------------------ | --------------- |
| weitere Bilder | Wohnhaus                | Zoo Kaiser-Wilhelm-Allee 4 Karte  | eine D-Nummer mit Kaiser-Wilhelm-Allee 6                                   | 1903                                  | 16. Mai 1989       | 1607 Wikidata   |
| weitere Bilder | Wohnhaus                | Zoo Kaiser-Wilhelm-Allee 6 Karte  | eine D-Nummer mit Kaiser-Wilhelm-Allee 4                                   | 1903                                  | 16. Mai 1989       | 1607 Wikidata   |
| weitere Bilder | Wohnhaus                | Zoo Kaiser-Wilhelm-Allee 9 Karte  |                                                                            | Anfang des 20. Jahrhunderts           | 27. Februar 1985   | 343 Wikidata    |
| weitere Bilder | Villa                   | Zoo Kaiser-Wilhelm-Allee 10 Karte |                                                                            | 1909                                  | 25. Februar 1992   | 2057 Wikidata   |
| weitere Bilder | Wohnhaus                | Zoo Kaiser-Wilhelm-Allee 11 Karte |                                                                            | 1903                                  | 28. Februar 1992   | 2077 Wikidata   |
| weitere Bilder | Doppelwohnhaus/Villa    | Zoo Kaiser-Wilhelm-Allee 12 Karte |                                                                            | 1903                                  | 27. April 1992     | 2187 Wikidata   |
| weitere Bilder | Wohnhaus                | Zoo Kaiser-Wilhelm-Allee 13 Karte |                                                                            | 1903                                  | 25. Februar 1992   | 2052 Wikidata   |
| weitere Bilder | Doppelwohnhaus/Villa    | Zoo Kaiser-Wilhelm-Allee 14 Karte |                                                                            | 1902                                  | 26. April 1988     | 1351 Wikidata   |
| weitere Bilder | Wohnhaus                | Zoo Kaiser-Wilhelm-Allee 15 Karte |                                                                            | 1903                                  | 14. Januar 1992    | 1992 Wikidata   |
| weitere Bilder | Villa                   | Zoo Kaiser-Wilhelm-Allee 16 Karte |                                                                            | erstes Jahrzehnt des 20. Jahrhunderts | 10. Dezember 1987  | 1230 Wikidata   |
| weitere Bilder | Wohnhaus                | Zoo Kaiser-Wilhelm-Allee 17 Karte |                                                                            | 1903                                  | 10. März 1992      | 2089 Wikidata   |
| weitere Bilder | Wohnhaus                | Zoo Kaiser-Wilhelm-Allee 18 Karte |                                                                            | Jahrhundertwende                      | 1. September 1987  | 1116 Wikidata   |
| weitere Bilder | Wohnhaus                | Zoo Kaiser-Wilhelm-Allee 19 Karte |                                                                            | 1903                                  | 27. Februar 1992   | 2065 Wikidata   |
| weitere Bilder | Villa                   | Zoo Kaiser-Wilhelm-Allee 22 Karte |                                                                            | 1913 bis 1914                         | 1. April 1986      | 741 Wikidata    |
| weitere Bilder | Villa                   | Zoo Kaiser-Wilhelm-Allee 24 Karte |                                                                            | 1. Jahrzehnt des 20. Jahrhunderts     | 9. Oktober 1987    | 1137 Wikidata   |
| weitere Bilder | Villa                   | Zoo Kaiser-Wilhelm-Allee 25 Karte |                                                                            | erstes Jahrzehnt 20. Jahrhunderts     | 8. Mai 1989        | 1602 Wikidata   |
| weitere Bilder | Wohnhaus                | Zoo Kaiser-Wilhelm-Allee 27 Karte |                                                                            | um 1900                               | 4. November 1985   | 641 Wikidata    |
| weitere Bilder | Wohnhaus                | Zoo Kaiser-Wilhelm-Allee 29 Karte |                                                                            | um 1900                               | 7. Mai 1984        | 22 Wikidata     |
| weitere Bilder | Wohnhaus                | Zoo Kaiser-Wilhelm-Allee 31 Karte |                                                                            | erstes Jahrzehnt des 20. Jahrhunderts | 26. Oktober 1988   | 1491 Wikidata   |
| weitere Bilder | Wohnhaus                | Zoo Kaiser-Wilhelm-Allee 33 Karte |                                                                            | erstes Jahrzehnt des 20. Jahrhunderts | 8. Mai 1989        | 1603 Wikidata   |
| weitere Bilder | Wohnhaus                | Zoo Kaiser-Wilhelm-Allee 35 Karte |                                                                            | erstes Jahrzehnt des 20. Jahrhunderts | 10. Dezember 1987  | 1229 Wikidata   |
| weitere Bilder | Wohnhaus                | Zoo Kaiser-Wilhelm-Allee 37 Karte |                                                                            | 1905                                  | 9. Dezember 1985   | 662 Wikidata    |
| weitere Bilder | Wohnhaus                | Zoo Kaiser-Wilhelm-Allee 39 Karte |                                                                            | erstes Jahrzehnt des 20. Jahrhunderts | 23. Oktober 1987   | 1156 Wikidata   |
| weitere Bilder | Wohnhaus                | Zoo Kaiser-Wilhelm-Allee 41 Karte |                                                                            | um 1900                               | 24. Oktober 1986   | 896 Wikidata    |
| weitere Bilder | Wohnhaus                | Zoo Kaiser-Wilhelm-Allee 43 Karte | Villa Wilhelma                                                             | 1904                                  | 26. April 1988     | 1352 Wikidata   |
| weitere Bilder | Wohnhaus                | Zoo Kaiser-Wilhelm-Allee 45 Karte |                                                                            | erstes Jahrzehnt des 20. Jahrhunderts | 3. Mai 1989        | 1597 Wikidata   |
| weitere Bilder | Wohnhaus                | Zoo Kaiser-Wilhelm-Allee 47 Karte |                                                                            | erstes Jahrzehnt des 20. Jahrhunderts | 3. Mai 1989        | 1598 Wikidata   |
| weitere Bilder | Wohnhaus                | Zoo Kaiser-Wilhelm-Allee 55 Karte |                                                                            | 1934                                  | 3. April 1992      | 2146 Wikidata   |
| weitere Bilder | Siedlungshaus           | Zoo Roeberstraße 1 Karte          | Bestandteil der Siedlung Heimatplan. Eine D-Nummer mit Roeberstraße 3      | um 1930                               | 21. August 1984    | 104 Wikidata    |
| weitere Bilder | Siedlungshaus           | Zoo Roeberstraße 2 Karte          | Bestandteil der Siedlung Heimatplan. Eine D-Nummer mit Roeberstraße 4      | um 1930                               | 21. August 1984    | 105 Wikidata    |
| weitere Bilder | Siedlungshaus           | Zoo Roeberstraße 3 Karte          | Bestandteil der Siedlung Heimatplan. Eine D-Nummer mit Roeberstraße 1      | um 1930                               | 21. August 1984    | 104 Wikidata    |
| weitere Bilder | Siedlungshaus           | Zoo Roeberstraße 4 Karte          | Bestandteil der Siedlung Heimatplan. Eine D-Nummer mit Roeberstraße 2      | um 1930                               | 21. August 1984    | 105 Wikidata    |
| weitere Bilder | Siedlungshaus           | Zoo Roeberstraße 5 Karte          | Bestandteil der Siedlung Heimatplan. Eine D-Nummer mit Roeberstraße 7      | um 1930                               | 21. August 1984    | 106 Wikidata    |
| weitere Bilder | Siedlungshaus           | Zoo Roeberstraße 7 Karte          | Bestandteil der Siedlung Heimatplan. Eine D-Nummer mit Roeberstraße 5      | um 1930                               | 21. August 1984    | 106 Wikidata    |
| weitere Bilder | Siedlungshaus           | Zoo Roeberstraße 9 Karte          | Bestandteil der Siedlung Heimatplan. Eine D-Nummer mit Roeberstraße 11     | um 1930                               | 21. August 1984    | 107 Wikidata    |
| weitere Bilder | Siedlungshaus           | Zoo Roeberstraße 11 Karte         | Bestandteil der Siedlung Heimatplan. Eine D-Nummer mit Roeberstraße 9      | um 1930                               | 21. August 1984    | 107 Wikidata    |
| weitere Bilder | Siedlungshaus           | Zoo Roeberstraße 12 Karte         | Bestandteil der Siedlung Heimatplan. Eine D-Nummer mit Roeberstraße 14, 16 | 1930                                  | 12. Oktober 1984   | 157 Wikidata    |
| weitere Bilder | Siedlungshaus           | Zoo Roeberstraße 14 Karte         | Bestandteil der Siedlung Heimatplan. Eine D-Nummer mit Roeberstraße 12, 16 | 1930                                  | 29. November 1985  | 157 Wikidata    |
| weitere Bilder | Siedlungshaus           | Zoo Roeberstraße 16 Karte         | Bestandteil der Siedlung Heimatplan. Eine D-Nummer mit Roeberstraße 12, 14 | 1930                                  | 29. November 1985  | 157 Wikidata    |
| weitere Bilder | Siedlungshaus           | Zoo Roeberstraße 18 Karte         | Bestandteil der Siedlung Heimatplan. Eine D-Nummer mit Roeberstraße 20, 22 | 1930                                  | 29. November 1985  | 143 Wikidata    |
| weitere Bilder | Siedlungshaus           | Zoo Roeberstraße 20 Karte         | Bestandteil der Siedlung Heimatplan. Eine D-Nummer mit Roeberstraße 18, 22 | 1930                                  | 19. September 1984 | 143 Wikidata    |
| weitere Bilder | Siedlungshaus           | Zoo Roeberstraße 22 Karte         | Bestandteil der Siedlung Heimatplan. Eine D-Nummer mit Roeberstraße 18, 20 | 1930                                  | 12. Oktober 1984   | 143 Wikidata    |
| weitere Bilder | Siedlungshaus           | Zoo Schwarzer Weg 245 Karte       | Bestandteil der Siedlung Heimatplan                                        | um 1930                               | 21. August 1984    | 108 Wikidata    |
| weitere Bilder | Siedlungshaus           | Zoo Schwarzer Weg 247 Karte       | Bestandteil der Siedlung Heimatplan, eine D-Nummer mit Schwarzer Weg 249   | um 1930                               | 21. August 1984    | 109 Wikidata    |
| weitere Bilder | Siedlungshaus           | Zoo Schwarzer Weg 249 Karte       | Bestandteil der Siedlung Heimatplan, eine D-Nummer mit Schwarzer Weg 247   | um 1930                               | 21. August 1984    | 109 Wikidata    |
| weitere Bilder | Siedlungshaus           | Zoo Schwarzer Weg 251 Karte       | Bestandteil der Siedlung Heimatplan                                        | um 1930                               | 21. August 1984    | 110 Wikidata    |
| weitere Bilder | Villa                   | Zoo Selmaweg 1 Karte              |                                                                            | 1895–1897                             | 1. März 1990       | 1706 Wikidata   |
| weitere Bilder | Villa                   | Zoo Selmaweg 3 Karte              |                                                                            | 1906                                  | 23. April 1992     | 2178 Wikidata   |
| weitere Bilder | Villa                   | Zoo Selmaweg 11 Karte             |                                                                            | zwischen 1899 und 1910                | 22. Dezember 1989  | 1674 Wikidata   |
| weitere Bilder | Bahnhofsgebäude         | Zoo Siegfriedstraße 30 Karte      | Bahnhof Zoologischer Garten                                                | 1898                                  | 31. August 1987    | 1111 Wikidata   |
| weitere Bilder | Wohnhaus                | Zoo Siegfriedstraße 59 Karte      |                                                                            | 1905                                  | 19. April 1990     | 1743 Wikidata   |
| weitere Bilder | Wohnhaus                | Zoo Siegfriedstraße 61 Karte      |                                                                            | 1902                                  | 16. Januar 1998    | 4073 Wikidata   |
| weitere Bilder | Wohn- und Geschäftshaus | Zoo Siegfriedstraße 63 Karte      |                                                                            | 1902/03                               | 13. Juli 1994      | 3471 Wikidata   |
| weitere Bilder | Wohnhaus                | Zoo Siegfriedstraße 65 Karte      |                                                                            | 1902/03                               | 10. Juni 1994      | 3425 Wikidata   |
| weitere Bilder | Wohnhaus                | Zoo Siegfriedstraße 67 Karte      |                                                                            | 1902/03                               | 13. Juli 1994      | 3571 Wikidata   |
| weitere Bilder | Wohnhaus                | Zoo Siegfriedstraße 69 Karte      |                                                                            | 1901/02                               | 16. Juni 1994      | 3431 Wikidata   |
| weitere Bilder | Wohnhaus                | Zoo Siegfriedstraße 71 Karte      |                                                                            | 1902/03                               | 16. Juni 1994      | 3432 Wikidata   |
| weitere Bilder | Wohnhaus                | Zoo Siegfriedstraße 73 Karte      |                                                                            | 1903                                  | 13. Juli 1994      | 3470 Wikidata   |
| weitere Bilder | Wohn- und Geschäftshaus | Zoo Tiergartenstraße 224 Karte    |                                                                            | um 1900                               | 26. März 1993      | 2854 Wikidata   |
| weitere Bilder | Wohnhaus                | Zoo Tiergartenstraße 226 Karte    |                                                                            | zwischen 1910 und 1920                | 2. April 1993      | 2869 Wikidata   |
| weitere Bilder | Wohnhaus                | Zoo Tiergartenstraße 228 Karte    |                                                                            | zwischen 1895 und 1903                | 18. März 1992      | 2109 Wikidata   |
| weitere Bilder | Wohnhaus                | Zoo Tiergartenstraße 230 Karte    |                                                                            | zwischen 1895 und 1903                | 18. März 1992      | 2110 Wikidata   |
| weitere Bilder | Wohnhaus                | Zoo Tiergartenstraße 233 Karte    |                                                                            | um 1900                               | 15. Mai 1990       | 1752 Wikidata   |
| weitere Bilder | Wohnhaus                | Zoo Tiergartenstraße 236 Karte    |                                                                            | 1902                                  | 17. März 1993      | 2834 Wikidata   |
| weitere Bilder | Wohn- und Geschäftshaus | Zoo Tiergartenstraße 238 Karte    |                                                                            | um 1903                               | 7. April 1993      | 2883 Wikidata   |
| weitere Bilder | Wohnhaus                | Zoo Tiergartenstraße 239 Karte    |                                                                            | spätes 19. Jahrhunderts               | 30. Oktober 1987   | 1172 Wikidata   |
| weitere Bilder | Wohn- und Geschäftshaus | Zoo Tiergartenstraße 241 Karte    |                                                                            | zwischen 1892 und 1895                | 14. September 1993 | 3102 Wikidata   |
| weitere Bilder | Wohnhaus                | Zoo Tiergartenstraße 243 Karte    |                                                                            | Ende des 19. Jahrhunderts             | 14. September 1984 | 135 Wikidata    |
| weitere Bilder | Wohnhaus                | Zoo Tiergartenstraße 245 Karte    |                                                                            | spätes 19. Jahrhundert                | 14. September 1984 | 136 Wikidata    |
| weitere Bilder | Wohn- und Geschäftshaus | Zoo Tiergartenstraße 246 Karte    |                                                                            | gründerzeitlich                       | 29. September 1987 | 1132 Wikidata   |
| weitere Bilder | Wohnhaus                | Zoo Tiergartenstraße 247 Karte    |                                                                            | spätes 19. Jahrhundert                | 14. September 1984 | 137 Wikidata    |
| weitere Bilder | Wohn- und Geschäftshaus | Zoo Tiergartenstraße 251 Karte    | eine D-Nummer mit Tiergartenstraße 253                                     | um 1900                               | 14. September 1993 | 3093 Wikidata   |
| weitere Bilder | Wohn- und Geschäftshaus | Zoo Tiergartenstraße 253 Karte    | eine D-Nummer mit Tiergartenstraße 251                                     | um 1900                               | 14. September 1993 | 3093 Wikidata   |
| weitere Bilder | Wohnhaus                | Zoo Tiergartenstraße 254 Karte    |                                                                            | spätes 19. Jahrhundert                | 10. März 1988      | 1313 Wikidata   |
| weitere Bilder | Wohnhaus                | Zoo Tiergartenstraße 255 Karte    |                                                                            | gründerzeitlich                       | 2. Juli 1991       | 1903 Wikidata   |
| weitere Bilder | Wohn- und Geschäftshaus | Zoo Tiergartenstraße 256 Karte    |                                                                            | letztes Viertel des 19. Jahrhunderts  | 1. September 1987  | 1115 Wikidata   |
| weitere Bilder | Wohnhaus                | Zoo Tiergartenstraße 257 Karte    |                                                                            | Ende des 19. Jahrhunderts             | 15. Mai 1990       | 1753 Wikidata   |
| weitere Bilder | Wohn- und Geschäftshaus | Zoo Tiergartenstraße 258 Karte    |                                                                            | spätes 19. Jahrhundert                | 10. März 1988      | 1310 Wikidata   |
| weitere Bilder | Wohnhaus                | Zoo Tiergartenstraße 259 Karte    |                                                                            | um 1905                               | 5. Mai 1993        | 2912 Wikidata   |
| weitere Bilder | Wohn- und Geschäftshaus | Zoo Tiergartenstraße 260 Karte    |                                                                            | spätes 19. Jahrhundert                | 10. März 1988      | 1318            |
| weitere Bilder | Wohnhaus                | Zoo Tiergartenstraße 262 Karte    |                                                                            | spätes 19. Jahrhundert                | 10. März 1988      | 1312            |
| weitere Bilder | Wohnhaus                | Zoo Tiergartenstraße 264 Karte    |                                                                            | spätes 19. Jahrhundert                | 14. September 1984 | 138             |
| weitere Bilder | Wohnhaus                | Zoo Tiergartenstraße 266 Karte    |                                                                            | 1902                                  | 26. März 1993      | 2855            |
| weitere Bilder | Wohnhaus                | Zoo Tiergartenstraße 268 Karte    |                                                                            | Anfang des 20. Jahrhunderts           | 15. Oktober 1984   | 161             |
| weitere Bilder | Wohnhaus                | Zoo Tiergartenstraße 270 Karte    |                                                                            | spätes 19. Jahrhundert                | 14. September 1984 | 139             |
| weitere Bilder | Wohnhaus                | Zoo Tiergartenstraße 272 Karte    |                                                                            | um 1900                               | 7. Dezember 1987   | 1218            |
| weitere Bilder | Villa                   | Zoo Walkürenallee 7 Karte         |                                                                            | 1897                                  | 29. Juni 1992      | 2000            |
| weitere Bilder | Villa                   | Zoo Walkürenallee 10 Karte        | eine D-Nummer mit Jaegerstraße 7                                           | 1906                                  | 29. Januar 1993    | 2727            |
| weitere Bilder | Villa                   | Zoo Walkürenallee 11 Karte        | Villa Schmidt                                                              | 1908                                  | 14. Oktober 1996   | 4033 Wikidata   |
| weitere Bilder | Brunnen                 | Zoo Wotanstraße Karte             | Märchenbrunnen                                                             | 1897                                  | 25. März 1987      | 1013 Wikidata   |
| weitere Bilder | Wohnhaus                | Zoo Wotanstraße 1 Karte           |                                                                            | 1907                                  | 24. Februar 1993   | 2776            |
| weitere Bilder | Wohnhaus                | Zoo Wotanstraße 3 Karte           |                                                                            | 1907                                  | 2. Juni 1999       | 4116            |
| weitere Bilder | Villa                   | Zoo Wotanstraße 4 Karte           |                                                                            | 1910                                  | 10. Dezember 1990  | 1849            |
| weitere Bilder | Wohnhaus                | Zoo Wotanstraße 5 Karte           |                                                                            | um 1905                               | 27. Oktober 1992   | 2515            |
| weitere Bilder | Wohnhaus                | Zoo Wotanstraße 7 Karte           |                                                                            | 1907                                  | 13. Juni 1997      | 4058            |
| weitere Bilder | Villa                   | Zoo Wotanstraße 10 Karte          |                                                                            | um 1907                               | 14. April 1993     | 2894            |
| weitere Bilder | Villa                   | Zoo Wotanstraße 12 Karte          |                                                                            | gegen 1915                            | 27. November 1998  | 4104            |
| weitere Bilder | Wohnhaus                | Zoo Wotanstraße 13 Karte          |                                                                            | 1904                                  | 22. Mai 1997       | 4055            |
| weitere Bilder | Wohnhaus                | Zoo Wotanstraße 15 Karte          |                                                                            | 1905                                  | 18. Februar 1993   | 2769            |
| weitere Bilder | Wohnhaus                | Zoo Wotanstraße 17 Karte          |                                                                            | um 1904                               | 23. Juli 1997      | 4064            |
| weitere Bilder | Villa                   | Zoo Wotanstraße 25 Karte          |                                                                            | 1923                                  | 24. Februar 1993   | 2774            |
| weitere Bilder | Villa                   | Zoo Zur Waldesruh 24 Karte        |                                                                            | 1905                                  | 28. Oktober 1999   | 4123            |
| weitere Bilder | Villa                   | Zoo Zur Waldesruh 30 Karte        |                                                                            | 1912                                  | 1. September 1994  | 3631            |
| weitere Bilder | Villa                   | Zoo Zur Waldesruh 34 Karte        |                                                                            | 1911                                  | 12. April 2001     | 4177            |
| weitere Bilder | Villa                   | Zoo Zur Waldesruh 36 Karte        |                                                                            | um 1905                               | 28. Mai 1993       | 2963            |
| weitere Bilder | Villa                   | Zoo Zur Waldesruh 38 Karte        |                                                                            | Anfang des 20. Jahrhunderts           | 16. Dezember 1985  | 674             |
| weitere Bilder | Villa                   | Zoo Zur Waldesruh 45 Karte        | Villa Baum                                                                 | 1901–1902                             | 8. November 1985   | 642             |